# Funker Vogt
Pour les articles homonymes, voir Vogt.
Funker Vogt est un groupe allemand d'électro-industriel, originaire de Hamelin.

## Histoire
Le groupe est formé en 1995 en tant que projet secondaire de Ravenous. Le nom fait référence à un ami des deux membres fondateurs, Jens Kästel et Gerrit Thomas, qui était opérateur radio dans l'armée allemande et dont le nom de famille était Vogt. Plus tard, Thomas Kroll (guitare), remplacé plus tard par Frank Schweigert, et Björn Böttcher (claviers) se joignent au groupe pour élargir l'équipe de scène. Pour des raisons de temps, Thomas Kroll remplace à nouveau Frank Schweigert dans le line-up live, notamment pour la tournée aux États-Unis en 2008. En 2012, les chemins se séparent et Björn Böttcher quitte le groupe. Thomas Kroll quitte le groupe début 2012 et depuis, René Dornbusch est le nouveau claviériste et batteur en live.
Le 20 novembre 2013, Jens Kästel annonce son départ du groupe après un dernier concert fin novembre. Avant la sortie de nouveaux morceaux avec un nouveau chanteur, Funker Vogt sort le 27 juin 2014 la Survivor-Collector's-Edition (3 CD). L'édition collector contient quatre albums et maxi-CD qui ne sont plus disponibles depuis plusieurs années, ainsi que huit chansons rares et inédites.
Après la sortie du single Sick Man, qui porte donc le nom du pseudonyme du nouveau chanteur, Sacha Korn est annoncé finalement comme le nouveau chanteur, à qui l'on prête des opinions d'extrême droite. En raison de l'écho médiatique, le groupe annonce le 30 décembre 2014 sur sa page Facebook que le groupe et le chanteur avaient repris des chemins différents. Le groupe entretemps se reforme entre 2017 et 2021.
Le 1er janvier 2023, Funker Vogt annonce son retour sur sa page Facebook. Finalement, il sort un nouvel album, Final Construct, en 2024.

## Thèmes
Funker Vogt base ses travaux et son environnement scénique sous un thème et une esthétique militaristes prononcés. Les opinions politiques des membres du groupe sont en revanche clairement opposées, citant « la guerre et l'injustice sociale » comme leurs principaux sujets[réf. souhaitée].

## Discographie

### Albums studio
- 1996 : Thanks for Nothing
- 1997 : We Came to Kill
- 1998 : Execution Tracks
- 2000 : Maschine Zeit
- 2000 : T
- 2002 : Survivor
- 2003 : Revivor
- 2005 : Navigator
- 2007 : Aviator
- 2009 : Warzone K17 (Live in Berlin)
- 2010 : Blutzoll
- 2013 : Companion in Crime
- 2014 : Survivor / Collector’s Edition
- 2017 : Code of Conduct
- 2018 : Wastelands
- 2021 : Element 115
- 2021 : MC 5f¹⁴6d¹⁰7s²7p³
- 2024 : Final Construct

### EP
- 1997 : Words of Power
- 1998 : Killing Time Again
- 2001 : Code 7477 (nur in den USA erschienen)
- 2017 : Musik ist Krieg

### Singles
- 1997 : Take Care
- 1998 : Tragic Hero
- 2000 : Gunman
- 2001 : Subspace
- 2002 : Date of Expiration
- 2003 : Red Queen
- 2005 : Fallen Hero
- 2006 : Killing Ground
- 2007 : Club Pilot
- 2010 : Arising Hero
- 2012 : Hard Way
- 2014 : Sick Man
- 2017 : Der letzte Tanz
- 2018 : Feel the Pain
- 2018 : Ikarus
- 2020 : Conspiracy

### Compilations
- 2004 : Always and Forever – Volume 1
- 2006 : Always and Forever – Volume 2